# 中日關於全面推進戰略互惠關係的聯合聲明
| 中日四个政治文件 “中日关系的政治基础” | 中日四个政治文件 “中日关系的政治基础”                    |
| ------------------------------------- | -------------------------------------------------------- |
| 1972年9月29日                         | 中华人民共和国政府和日本国政府联合声明                   |
| 1978年8月12日                         | 中华人民共和国和日本国和平友好条约                       |
| 1998年11月26日                        | 中日关于建立致力于和平与发展的友好合作伙伴关系的联合宣言 |
| 2008年5月7日                          | 中日关于全面推进战略互惠关系的联合声明                   |

《中日關於全面推進戰略互惠關係的聯合聲明》為中華人民共和國主席胡錦濤於2008年5月6日至10日在日本国進行国事访问期間，5月7日與日本国内閣總理大臣福田康夫在東京都共同簽署的聯合聲明文件。此次為10年來，中國領導人首次正式訪日。
2007年12月，日本首相福田康夫訪問中國，展開「迎春之旅」，敲定了此次胡錦濤訪日。此次訪日，被媒體稱為，中日關係中的「暖春之旅」。

## 主要內容
內容重申兩國決心全面推進戰略互惠關係，實現中日兩國和平共處，世代友好，互利合作，共同發展的目標。
這是自1972年規範關係正常化的《中日聯合聲明》、1978年的《中日和平友好條約》，和1998年為共同致力於和平與發展的《中日聯合宣言》以後，以前三項文件為基礎，雙方官方簽署的第四個政治文件。